# 158 (عدد)
158 هو عدد صحيح. طبيعي بين 157 و159

## في الرياضيات

### خصائص
- 158عدد زوجي
- 158عدد ناقص